# Momentum hirsutum
Momentum hirsutum is een keversoort uit de familie ruighaarkevers (Dryopidae). De wetenschappelijke naam van de soort werd in 1997 gepubliceerd door Perkins.